# Ermita de Nuestra Señora de la Cabeza (Churriana de la Vega)
La Ermita de Nuestra Señora de la Cabeza es una ermita de la localidad  española de Churriana de la Vega, en Granada, Andalucía.

## Historia
Se erigió entre finales del siglo XVI y principios del XVII a las afueras de Churriana, para acoger y venerar a su patrona, la Virgen de la Cabeza.

## Descripción
Posee una sola nave rectangular, con una cúpula a la misma altura que la nave sobre el altar mayor, tras el que se sitúa el camarín de planta cuadrada con iluminación cenital. Por el exterior los paramentos son muy austeros, presentando un simple encalado, dispone de un pequeño campanario, y una capilla dedicada a san Cayetano. El lado más corto es el de la fachada principal, que consta de una puerta muy simple de medio punto, cubierta con un porche.